# Transport routier au Japon
Le transport routier au Japon est un élément essentiel du réseau de transport japonais et une partie vitale de l'économie japonaise. 

## Histoire
Dans l'histoire du Japon, les routes construites par l'homme datent de la période Jōmon. Le gokishichidō de la période Asuka et le kaidō de la période Edo figuraient tous deux dans les tentatives du gouvernement de centraliser leur autorité. 

## Usage
Au Japon, 62% des déplacements se font en voiture particulière, et 5% en transport public routier contre 33% en train. 
En 2021, le transport routier de marchandises représentait 55% des volumes transportés (224 095 tonnes-kilomètres contre 18 042 tonnes-kilomètres soit 3% pour le rail).

## Infrastructure

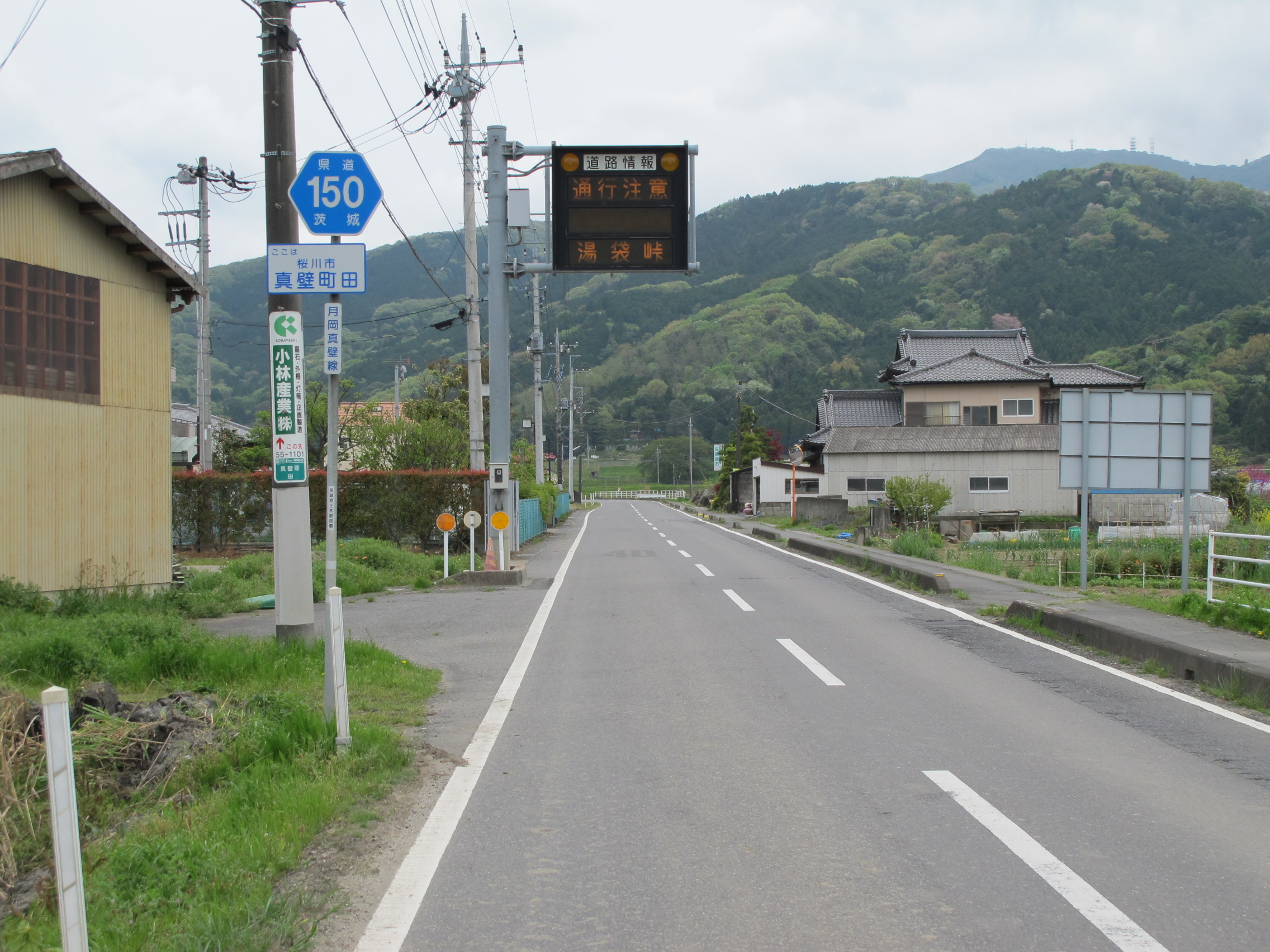
Panneau d'information routière installé sur une route générale, Route 150 préfécture d'Ibaraki.
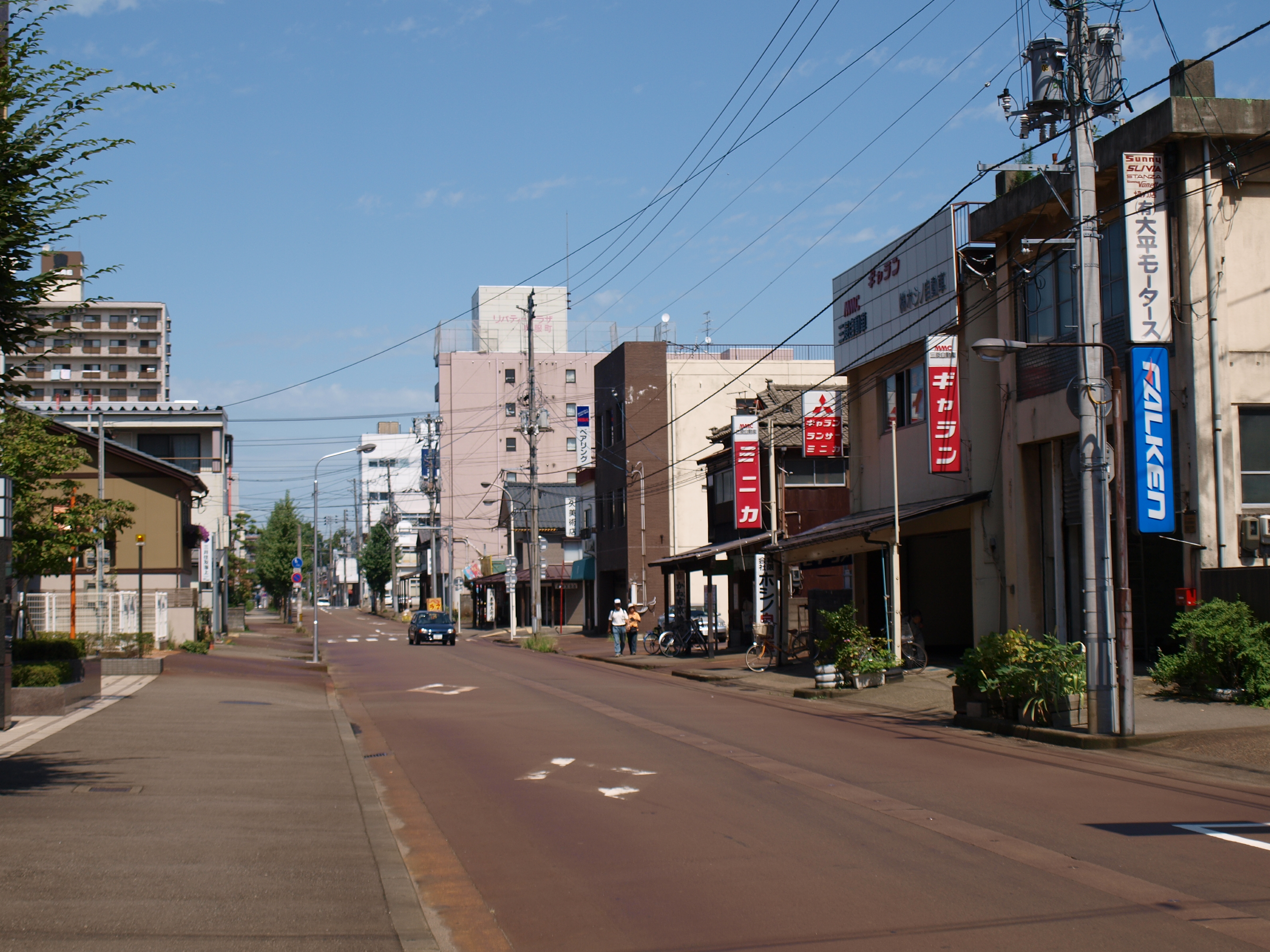
Route dans la ville de Nagaoka, préfecture de Niigata, où un tuyau de fonte des neiges (ja) est intégré dans la ligne médiane de la route ; la surface de la route est de teinte rouillée en raison de l'écoulement des eaux souterraines.
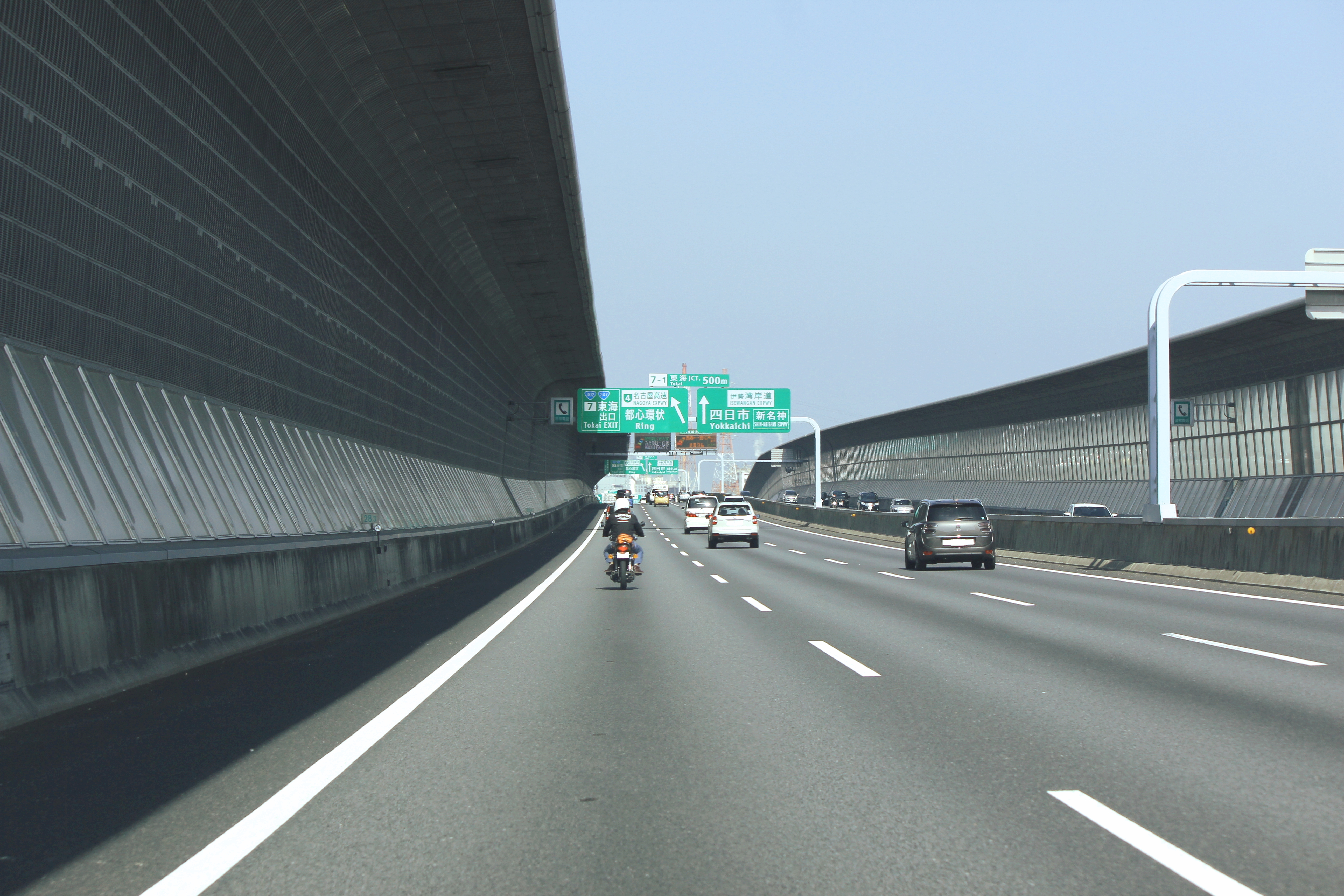
Une autoroute urbaine japonaise protégée par un mur d'isolation acoustique japonais (Voie rapide autoroutière nationale dans la région Tōkai du Japon, gérée et propriété par la Central Nippon Expressway Company.
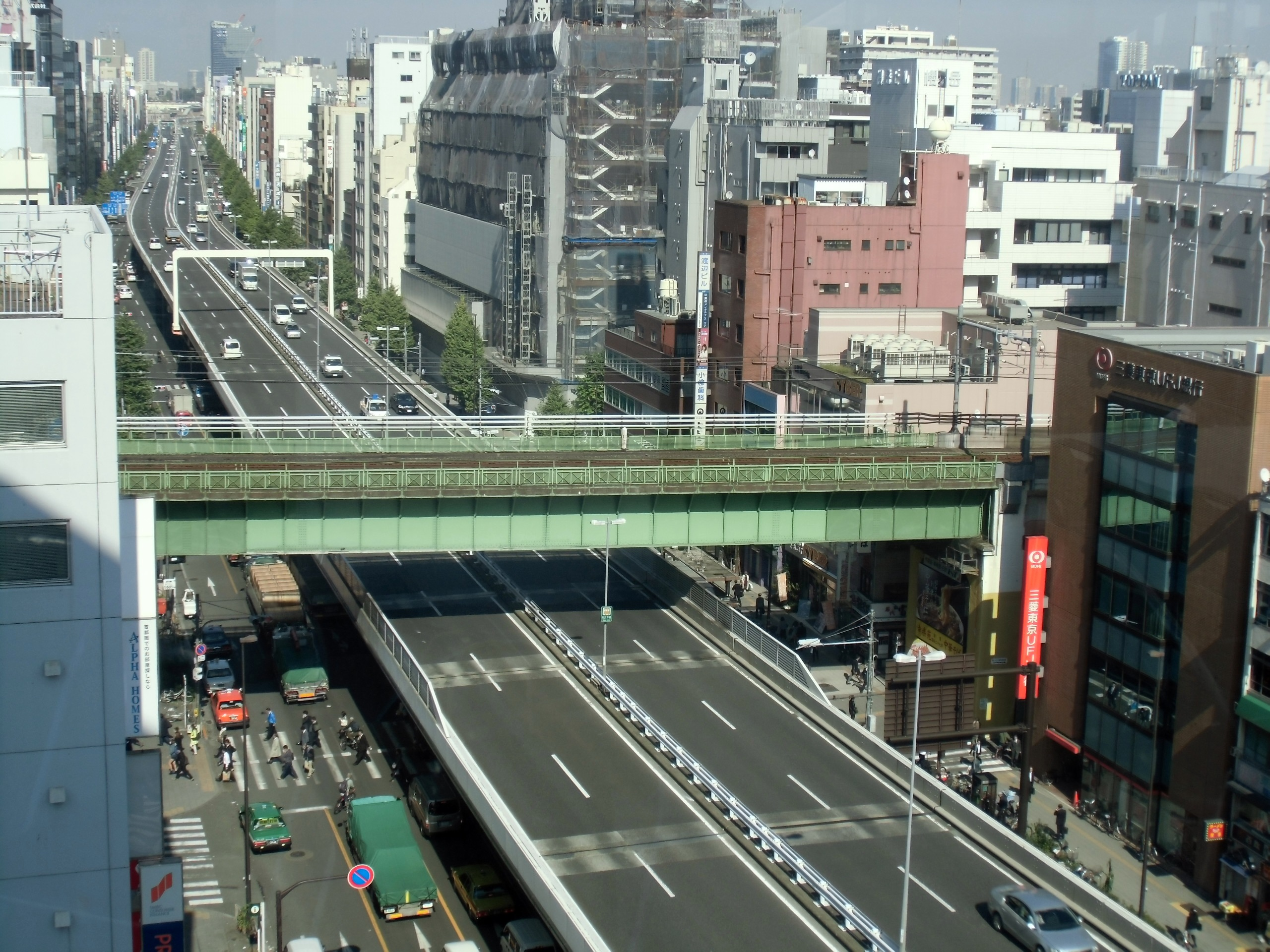
La Route Ueno (en), du réseau d'autoroutes urbaines Shutoko (en) desservant l'aire urbaine du Grand Tokyo.

### Caractéristiques du réseau

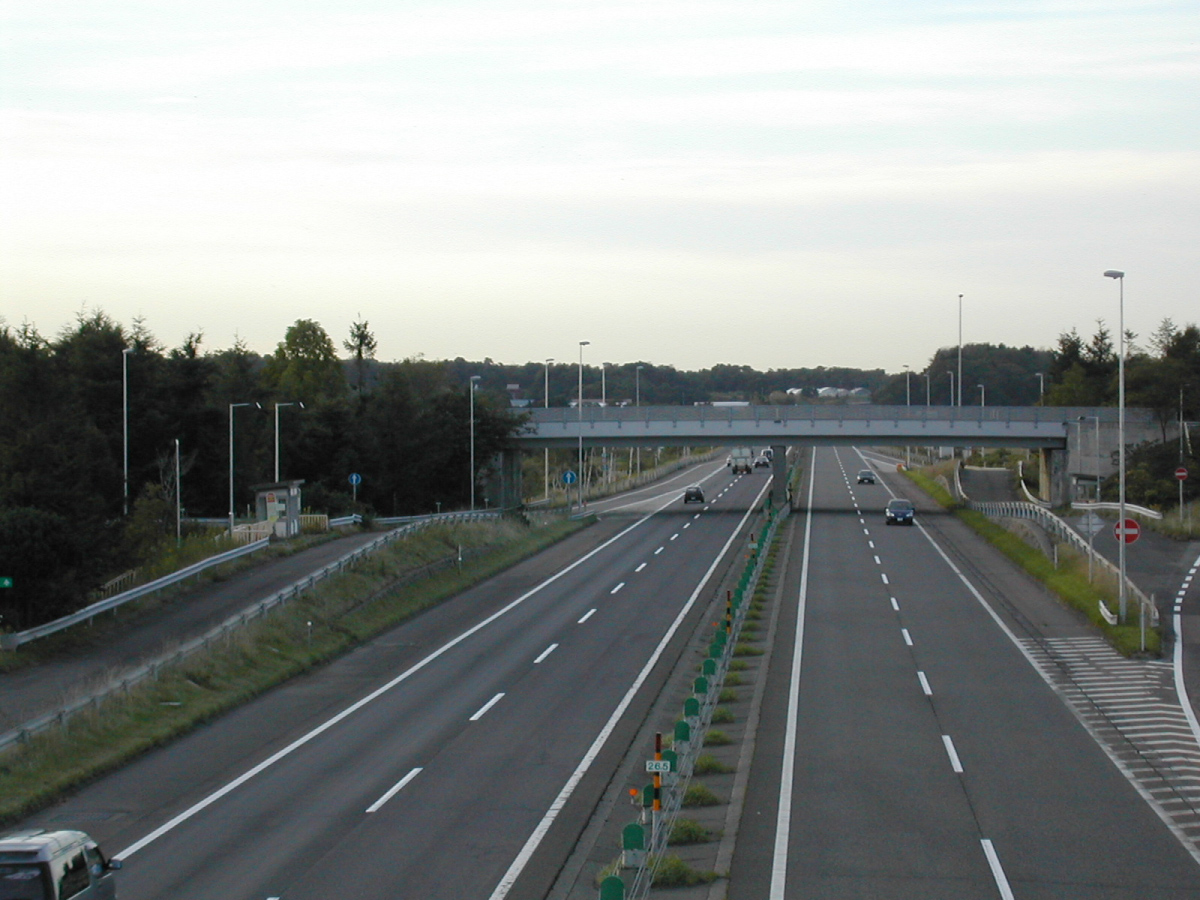
.

L'infrastructure routière couvre une très grande partie du territoire. L'activité automobile se densifie près des agglomérations, notamment au niveau des autoroutes. Ces autoroutes se divisent en autoroutes classiques et en autoroutes urbaines. Les autoroutes urbaines permettent de séparer le trafic motorisé des piétons et du trafic local sous-jacent.
Le réseau routier total est de 1 166 340 km dont environ 77 % recouverts de bitume. En mars 2020, le réseau de plus de 5 mètres et demi de large se compose de:
- 9 050 kilomètres d'autoroutes
- 52 243 kilomètres d'autres routes nationales
- 94 009 kilomètres de routes secondaires/régionales
- 200 282 kilomètres d'autres routes

Le sens de circulation est à gauche. Historiquement, cela serait dû au fait que les samouraï (droitiers en majorité) ne devaient pas choquer leur sabre en se déplaçant sur les routes. En se positionnant sur le côté gauche de la route, les sabres se retrouvent sur le côté extérieur de la route.
Du fait de la géographie du pays, le Japon compte de très nombreux ponts et tunnels. En 2023, le Ministère des Infrastructures recensait environ 730 000 ponts et 10 000 tunnels.

### Standards des routes

Signalisation de la Tōhoku Expressway
Signalisation de la Shibuya Route
Signalisation de la Route Nationale 4
Signalisation de la Route 120 de la Préfecture d'Aomori

Au Japon, la géométrie des routes est définie par leur type. Le standard prévoit quatre types de routes, selon qu'elles soient rurales (type impair) ou urbaines (type pair), selon qu'elles soient National expressways ou access-controlled highways (type 1 & 2) ou non (type 3 et 4).
Les voies des autoroutes urbaines peuvent faire entre 3 mètres et trois mètres 50 selon la largeur et le nombre de véhicules qu'elles supportent. La bande latérale des autoroutes urbaines peut être réduite à un mètre et ne pas permettre un arrêt d'urgence.
La largeur des autres voies peut se réduire à 2,75 mètres.
Les trottoirs doivent exister sur les routes urbaines hors autoroutes urbaines ainsi que sur certaines routes rurales, leur standard de largeur est de deux mètres et de 3 mètres 50 pour les trottoirs les plus fréquentés, mais leur largeur varie en fonction de leur fréquentation.

### Signalisation routière

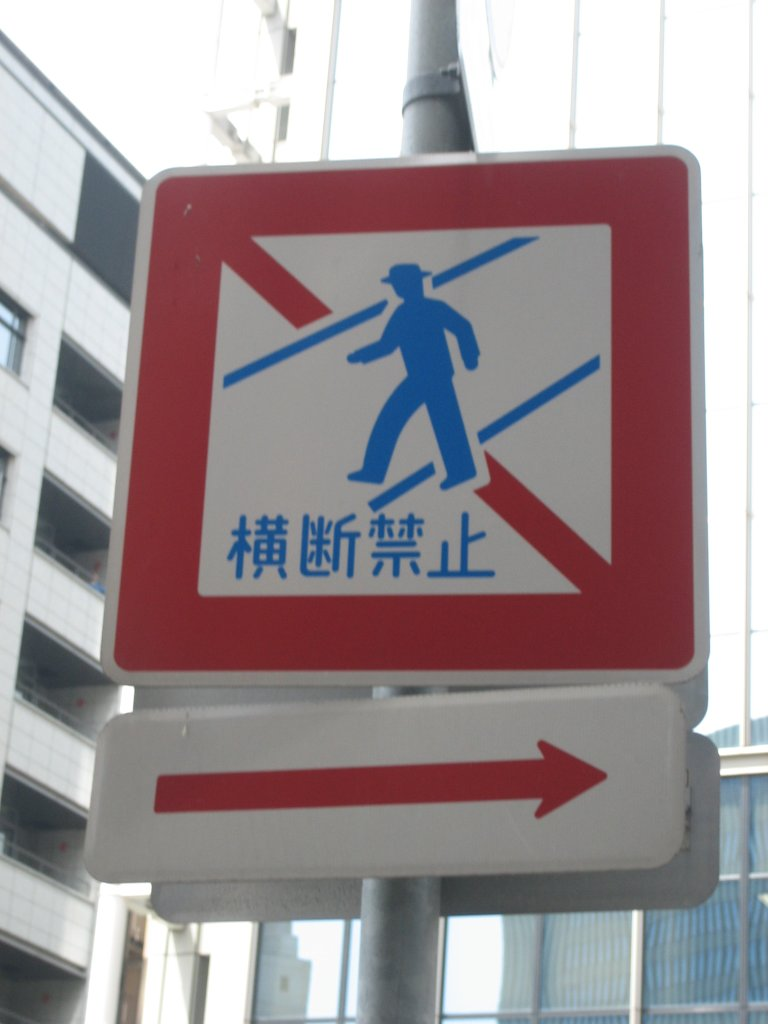
Interdiction de traversée piétonne (ancien modèle, avec kanjis)

La signalisation japonaise prend certains éléments de conventions internationales (Genève, Vienne) mais se singularise par son écriture japonaise.

### Limitations de vitesse
Les vitesses de référence dépendent du type de route:
- Type 1 : autoroute interurbaine : 50 à 120 km/h
- Type 2 : autoroute intra-urbaine : 40 à 80 km/h
- Type 3 : autre route interurbaine : 20 à 80 km/h
- Type 4 : autre rue intra-urbaine : 20 à 60 km/h.

### Vieillissement des infrastructures
Les infrastructures routières ont majoritairement été construites pendant les années 1950 et 1960 et posent un risque majeur. L'accident du tunnel de Sasago en 2012 met en avant la vétusté des infrastructures et le manque de maintenance. Selon le Ministère des Infrastructures, 40% des tunnels ont besoin de réparations critiques pour la sécurité.
En 2018, plus de 66 000 ponts avaient été identifiés comme demandant d'important travaux de sécurisation sous 5 ans. Fin 2024, plus de 10 000 de ces ponts n'avaient reçu aucune intervention. En 2023, plus de 40% des ponts au Japon avaient plus de 50 ans.
L'apparition de gouffres en pleine ville à Fukuoka en 2016, et à Yashio (préfecture de Saitama) en 2025 remettent en question l'état des réseaux d'égouts qui s'étendent sous les axes routiers.
L'association japonaise des Ingénieurs de Génie Civil estime en 2021 que sur l'ensemble du pays, les ponts et routes nécessitent une attention particulière et que des actions majeures doivent être entreprises sur les tunnels. Elle considère cependant que la situation se dégrade et que les plans de maintenance actuels ne permettront pas de l'améliorer.

## Standards de véhicules

### Gabarit des véhicules
Le Japon compte trois types de gabarits de véhicules hors semi-remorques :
- les Small-sized motor vehicle ont une largeur maximale de 1 mètre 70 et une hauteur maximale de 2 mètres;
- les Smaller motor vehicles ont une largeur maximale de 2 mètres et une hauteur maximale de 2,8 mètres;
- les Regular-sized motor vehicle ont une largeur maximale de 2 mètres 50 et une hauteur maximale de 3,8 mètres;

Les gabarits comprennent aussi d'autres facteurs techniques comme la longueur, le rayon, la distance roue et les edges.
Les routes pour les Smaller motor vehicles sont moins larges que les routes pour les Regular-sized motor vehicle.

### Marché automobile
Au Japon, 90% des véhicules vendus sont de marque japonaise et les keijidosha (ou key-cars) représentent 40% du marché automobile. Les véhicules étrangers sont plutôt des Mercedes-Benz et BMW.
Pour des raisons techniques, il est temporairement impossible d'afficher le graphique qui aurait dû être présenté ici.

Pour des raisons techniques, il est temporairement impossible d'afficher le graphique qui aurait dû être présenté ici.

D'après des enquêtes réalisées par MyVoice Communications, 18,1 % des ménages japonais n'avaient pas de voiture en 2010, 25,7 % en 2019. En 2019, 24,7 % des ménages possèdent une minivoiture ou keijidōsha.
En 2021, différents constructeurs japonais proposent des systèmes ADAS d'aide à la conduite, de niveau 2 ou 2+. Parmi ces marques se trouvent les assistances Toyota/Lexus Assisted Drive, Nissan Pro Pilot, Mitsubishi Mi-Pilot est également de niveau 2.

### Véhicules autonomes
En 2019, la diète du Japon a modifié le code des transports japonais (Road Transport Vehicle Act) qui était initialement pensé pour des conducteurs humains pour permettre l’introduction de jidō sōkō sōchi (ou automatic operating device en anglais, c’est-à-dire « système de manœuvre automatique ») et a modifié le code de la route japonais (Road Traffic Act) pour permettre la circulation de véhicules autonomes de niveau 3 sur des autoroutes et 4 sur des aires spécifiques.
En 2025, une expérimentation d'une année est lancée à partir du 3 mars sur une section de 100 kilomètres de l' Expressway Shin-Tomei pour donner la priorité aux poids-lourds autonomes sur une voie dédiée.
En réalité, l'usage de ces technologies est limité à des conditions adaptées type de route, type de géographie, climat, contexte de l'environnement.
Le Japon a également adopté, au premier trimestre 2021, le règlement international sur le système automatisé de maintien dans la voie (ALKS). En mars 2021, le Japon est le premier pays à reconnaitre et homologuer des systèmes de véhicules autonomes de niveau 3 de la Honda Legend.

## Sécurité routière

### Mortalité routière
La mortalité routière diminue au Japon, en partie grâce à de nouvelles lois et politiques, :
- 2004 : 7 358 tués sur les routes japonaises,
- 2017 : 3 694 tués pour 125 millions d'habitants[20],
- 2019 : 3 215 tués, meilleur résultat jamais atteint depuis 1948, avec un taux de 25,4 tués par million d'habitants[21] meilleur que nombre de nations européennes, et proche du taux britannique.
- 2024 : 2 663 décès sur les routes[22]

À Tokyo, l'insécurité routière tue 13 personnes par million d'habitants, selon des travaux de 2015. Par comparaison, à Fortaleza au Brésil ce taux est deux fois plus important.
Pour des raisons techniques, il est temporairement impossible d'afficher le graphique qui aurait dû être présenté ici.

En 2020, le Japon atteint le plus bas nombre de décès routiers jamais atteint depuis 1948 avec seulement 2 839 tués en 2020 alors que l'année précédente avec 376 tués supplémentaires, le nombre de tués était supérieur à 3 000. 56% des tués sont âgés de plus de 65 ans.
En 2021, le Japon atteint le plus bas nombre de décès routiers jamais atteint depuis 1948 avec seulement 2 636 tués en 2021 alors que l'année précédente avec 203 tués supplémentaires, le nombre de tués était supérieur à 2 839. 57,7% des tués sont âgés de plus de 65 ans.
Le port de la ceinture de sécurité à l'arrière d'un véhicule est obligatoire depuis 2008, mais seuls 43 % des passagers respectaient cette règle en 2022 (78 % sur les autoroutes).

### Prévention
Certaines organisations japonaises comme la JAF diffusent du matériel pédagogique relatifs à différents risques routiers (angle morts, courbes, neige, conduite nocturne...).

### Permis de conduire

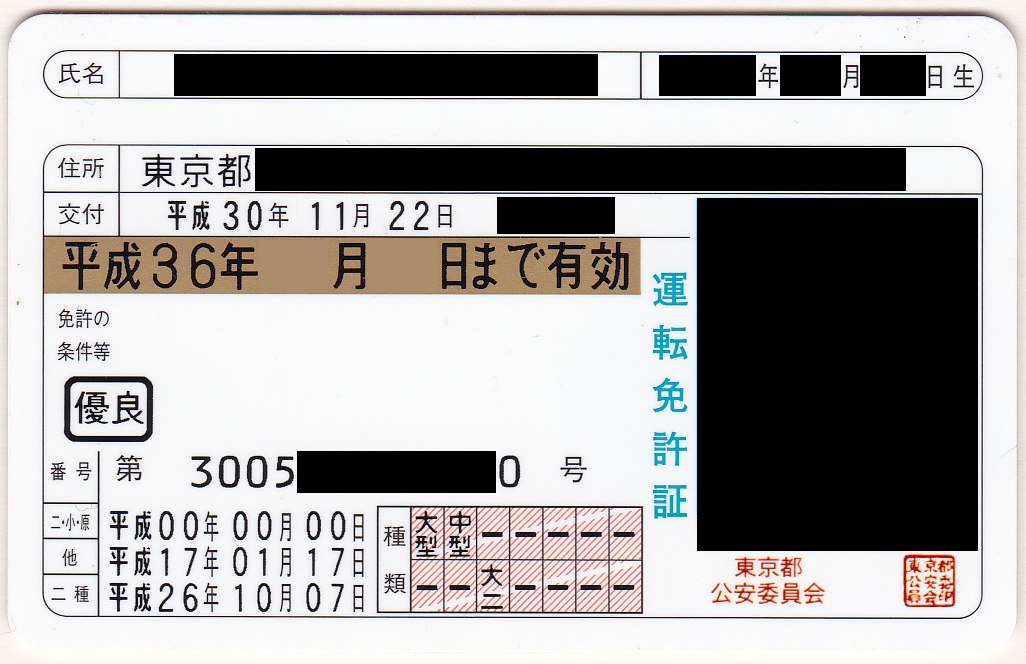
Carte de permis de conduire japonais

Le Japon n'a pas signé la convention de Vienne sur la circulation routière du 8 novembre 1968 et ne reconnaît que la validité d'un permis de conduire étranger conforme à une convention antérieure, signée à Genève, en 1949. Des accords sont passés entre le Japon, la France, la Suisse, l'Allemagne, la Belgique, la Slovénie, Monaco et Taiwan permettant aux ressortissants Japonais (et réciproquement) de rouler à l'étranger à condition de fournir une traduction certifiée et de séjourner moins d'un an, au-delà duquel un permis local est nécessaire,.
Le Japon dont 30% de la population est âgée de plus de 65 ans a connu de nombreux accidents avec des personnes de plus de 65 ans, ce qui a conduit les constructeurs et le gouvernement à standardiser et adopter des fonctionnalités avancées. Ceci conduit à la généralisation du freinage automatique d'urgence dès 2021, et à de nouvelles technologies dans les véhicules Toyota et Nissan.
350 428 personnes de plus de 75 ans ont rendu leur permis de conduire en 2019, mais cela reste compliqué dans les communes excentrées qui nécessitent l'utilisation de la voiture notamment lorsque les enfants vivent loin.
Les technologies avancées concernent notamment le freinage automatique d'urgence, l'alerte au franchissement involontaire de ligne, la détection de la signalisation routière et des limitations de vitesse. D'après Subaru, la technologie Eyesight permet de réduire de 61% les accidents de 85% les crashs rear-end et de 35% les collisions avec des piétons.

### Ibaraki dash
L' Ibaraki dash est une infraction dans un croisement géré par des feux tricolores qui pour ces véhicules qui roulent à gauche consiste à tourner à droite lors du passage du feu vert, sans tenir compte du trafic frontal venant de la voie d'en face. Au Japon, 78.9% des accidents survenant à des feu tricolores surviennent lors d'un tourne-à-droite.